# Cercamia
Cercamia – rodzaj morskich ryb z rodziny apogonowatych.
Występowanie: Ocean Indyjski i Ocean Spokojny.

## Klasyfikacja
Gatunki zaliczane do tego rodzaju:
- Cercamia cladara
- Cercamia eremia